# Love Kylie: The Best of Kylie Minogue
Love Kylie: The Best of Kylie Minogue será el noveno álbum compilatorio de la cantante australiana Kylie Minogue. Será lanzado el 16 de marzo de 2011 exclusivamente en el mercado de Japón. El álbum incluye los sencillos más exitosos de la cantante y se edita en dos versiones, una versión estándar y una deluxe (con un DVD que incluye vídeos musicales de las pistas).

## Lista de canciones
Edición estándar
Las canciones confirmadas para el álbum son las siguientes. No se encuentra en orden.
- «All The Lovers»
- «Get Outta My Way» (versión de álbum)
- «Get Outta My Way» (Yasutaka Nakata Remix)
- «Better Than Today»
- «Can't Get You Out Of My Head»
- «In Your Eyes»
- «Love At First Sight»
- «Spinning Around»
- «On A Night Like This»
- «Slow»
- «I Believe In You»
- «2 Hearts»
- «Wow»
- «Your Disco Needs You»

Edición deluxe
Incluye videos musicales de los sencillos más exitosos.
1. «All The Lovers»
2. «Get Outta My Way»
3. «Better Than Today»
4. «2 Hearts»
5. «Wow»
6. «In My Arms»
7. «The One»
8. «All I See»
9. «I Believe In You»
10. «Giving You Up»
11. «Slow»
12. «Chocolate»
13. «Can't Get You Out Of My Head»
14. «Spinning Around»